# Taxe sur les cartes grises
La  taxe sur les cartes grises est un impôt indirect local perçu au profit des régions et qui pèse sur la délivrance des certificats d'immatriculation (nom officiel de la carte grise). 

## Régime juridique
La taxe doit être acquittée par tout acquéreur d'un véhicule terrestre à moteur soumis à obligation d'immatriculation ce qui signifie que même les collectivités publiques doivent la payer dès lors qu'elles demandent la délivrance d'un certificat d'immatriculation pour un véhicule. Cependant, aucune taxe n'est due au titre de la délivrance des certificats d'immatriculation des cyclomoteurs à deux roues et des cyclomoteurs à trois roues non carrossés.
Le taux de la taxe sur les certificats d'immatriculation (historiquement appelés « carte grise » est fonction de la puissance fiscale du véhicule. Des taux réduits sont applicables à certaines catégories de véhicules :
- véhicule utilitaire d'un poids total autorisé en charge supérieur à 3,5 tonnes ;
- tracteur non agricole ;
- motocyclette ;
- véhicules de plus de dix ans.

Des exonérations s'appliquent également dans certains cas, notamment :
- les concessionnaires et les agents de marques de véhicules automobiles sont exonérés de cette taxe pour les véhicules neufs affectés à la démonstration et dont le poids total en charge n'excède par 3,5 tonnes [2] ;
- sur délibération du conseil régional, certains véhicules dits propres (ceux fonctionnant à l'électricité, au gaz naturel ou au gaz de pétrole liquéfié) peuvent être exonérés de la moitié ou de la totalité de la taxe [3].